# Digital Tribe
Digital Tribe (рус. «цифровое племя», «цифровое поколение») — это термин, который широко используется для обозначения людей, входящих в единое виртуальное сообщество. В сверхскоростном мире цифровые технологии меняют представление о том, что такое племя. Как правило, это те люди, которые были рождены в эпоху цифровой революции, и чьё взросление происходило одновременно с развитием цифровых технологий и Интернета, а также те, кто быстро приспособился к виртуальной реальности и стал полноценным пользователем Всемирной паутины.

## Этимология
Термин племя взят за основу не случайно. Под племенем принято понимать локализованное сообщество людей со своими обычаями и традициями. «Цифровое племя» имеет все характеристики, которыми обладает традиционное племя. Хотим мы того, или нет, ежедневно используя цифровые средства коммуникации, мы становимся членами «цифрового племени». Племенная идентичность в эпоху Интернета формируется независимо от этнической и культурной принадлежности, религиозных взглядов или географического положения. Однако, согласно Сету Годину, не всякая группа людей может называться племенем:
«Цифровое племя» объединяет в себе множество небольших сообществ, так называемых «виртуальных кланов» (Virtual Clans). Членство в «виртуальных кланах» может быть непостоянным, о чём свидетельствует спад популярности некогда известных проектов как Bebo или MySpace.

## История
Племенная практика уходит корнями на несколько веков в прошлое. Её суть проста и сводится и объединению людей на основе некоторых идей. Потребность быть объединёнными коренится в самой природе человека. Множество людей привыкли принадлежать различным религиозным объединениям, партиям рабочих, научным сообществам, студенческим братствам, клубам по интересам. И данные группы формируются не потому что их кто-то принуждает, а потому что у них есть желание иметь контакт друг с другом на основе каких-либо идей.
Индустриальная эпоха привела к исчезновению племенных собраний, характерных для более примитивного общества, и обозначила рождение нового сообщества. Остатки древней племенной культуры сохранились лишь в виде многочисленных собраний, происходящих на общественных мероприятиях, таких как спортивные матчи, где зачастую происходит столкновение двух противостоящих кланов, а также в виде небольших групп людей, приверженных какой-либо деятельности, как клуб любителей играть в покер по четвергам.
Пост-индустриальную эпоху ознаменовало появление персональных компьютеров, Интернета и глобальной сотовой сети. Самый социальный продукт современных технологий — социальные сети создали виртуальное пространство, в котором нет границ для взаимодействия и коммуникации. Мы регулярно оказываемся на собраниях вокруг «цифровых тотемов», рассказывая истории и обсуждая идеи, тем самым создавая новое цифровое сообщество. Маршалл Маклюэн говорил о племенной природе современных технологий следующее:

## Цифровые тотемы
Будучи неотъемлемым атрибутом племенной практики, тотемы, которые воплощают в себе объект поклонения, существуют и в «цифровом племени». Для «цифрового племени» тотем представляет собой сетевой инструмент коммуникации во Всемирной паутине. Одним из самых больших «цифровых тотемов» в виртуальной сети является Facebook. Пользователи данного[какого?] контента объединились в «виртуальный клан» с целью общения в виртуальном пространстве Facebook; они делятся новостями, историями, идеями, мультимедийными материалами, обсуждают новинки кино и музыки, играют в игры, а также доказывают преданность своим идолам посредством создания виртуальных фан-клубов.
В цифровом пространстве существует огромное количество «цифровых тотемов». Википедия объединила людей, у которых есть желание делиться знаниями. Желающие обменяться своими фото- и видеоматериалами в качестве своего «цифрового тотема» выбирают Instagram. Всемирно известная поисковая система Google обладает всеми качествами для того, чтобы поддерживать племенную деятельность. Это и общее цифровое пространство, и видеоконференции для синхронной коммуникации, что позволяет преодолевать физические и пространственные ограничения, тем самым формируя клан внутри глобального «цифрового племени» из пользователей данной поисковой системы.
Вероятно, это одни из самых популярных «цифровых тотемов» с точки зрения их коммуникативных способностей. Однако существует и многие другие тотемы, которые объединяют людей как в глобальном, так и в региональном масштабе; создают вокруг себя группы по интересам; могут разграничивать кланы по возрастной категории, религиозным взглядам или языку общения.